# 北京湿地
北京湿地面积约5.14万公顷，占全市总面积的3.13%。其中，天然湿地2.38万公顷，占湿地总面积的46.4%，主要是由河流、沼泽湿地组成；人工湿地约2.76万公顷，占湿地总面积的53.6%，主要是由水库、水塘、城市景观湿地等组成。
湿地主要分布在潮白河、永定河、北运河、大清河、蓟运河五大流域，有河流、沼泽、蓄水区、排水渠、景观水面、采掘区、水产池塘、水塘、灌溉沟渠、水田11个湿地类型。 
至2005年2月2日，北京的湿地保护区达到10个。其中較為著名的有：
- 野鸭湖
- 汉石桥
- 金牛湖
- 拒马河
- 白河堡

2005年增加：
- 金海湖
- 密云水库
- 三家店